# Siphopteron alboaurantium
Siphopteron alboaurantium is een slakkensoort uit de familie van de Gastropteridae. De wetenschappelijke naam van de soort is voor het eerst geldig gepubliceerd in 1984 door Gosliner.